# Kevin Csoboth
Kevin Csoboth, född 20 juni 2000 i Pécs i Ungern är en fotbollsspelare från Ungern som spelar som yttermittfältare. Csoboth spelar i Ungerska landslaget och spelade i Europamästerskapet i fotboll 2024. I klubbfotbollen spelar han för FC St. Gallen i Schweiziska superligan.
Csoboth är 174 centimeter lång och bär tröjnummer 9. Han har spelat 13 matcher och gjort 1 mål i Ungerns seniorlandslag. Csoboth har kontrakt med St. Gallen till 30 juni 2028.